# Esiko av Ballenstedt
Esiko av Ballenstedt, även Esico, Esicus, född 990/1000, död 1059/1060, greve av Ballenstedt och Aschersleben i Schwabengau, fogde av Kloster Nienburg och Hagenrode. Son till greve Adalbert I av Ballenstedt och Hidda av Lausitz.

## Biografi
Esiko var greve i Schwaben-, Harz- och Hardagau. Kanske är Esiko identisk med den "...iconis" som nämns i en urkund från 1030 utfärdad av kejsar Konrad II. Högst troligt är att han i vart fall är identisk med den greve Esico som nämns av samme kejsare i en urkund utfärdad 26 oktober 1036.
Esiko efterträdde fadern och ärvde 1032 betydande allodier av markgreve Hodo II (död 1032), en av hans mors anförvanter, samt dennes förvaltande av vissa grevskap. Esiko tillskrivs grundandet av en kollegiatstiftskyrka på sin borg Ballenstedt, och vid invigningen av den nya kyrkan 1046 var kejsar Heinrich III närvarande.

### Kommentar
Enligt Lutz Partenheimer är Esikos föräldrar okända men menar samtidigt att Esiko verkligen var dotterson till markgreve Hodo I (död 993).
Vem Esikos maka Mathilda var har länge varit ett mysterium. Av Annalista Saxo framgår att Esikos maka Mathilda var syster till tysk-romerska kejsarinnan Gisela av Schwaben (död 1043), och som sådan därmed dotter till hertig Herman II av Schwaben (död 1003). Annalista Saxo är den enda samtida källa som intygar denna Mathildas existens. Genealogiska forskare, däribland Hermann Bollnow, Werner Trillmich och Andreas Thiele, menar att Esikos maka Mathilda hörde till huset Werl och var dotter till kejsarinnan Giselas äldre halvbror, greve Bernhard II av Werl-Hoevel.

## Äktenskap och barn
Esiko var gift med en Mathilda, dotter till antingen hertig Herman II av Schwaben (död 1003) eller till greve Bernhard II av Werl-Hoevel (död omkring 1059). Mathilda, besläktad med saliska kejsarhuset, blev mor till följande barn:
1. Adalbert II av Ballenstedt (ca 1030-1077/1083), greve av Ballenstedt